# كليمنت أتلي
كليمنت أتلي (بالإنجليزية: Clement Attlee)‏ سياسي بريطاني (3 يناير 1883-8 أكتوبر 1967). تولى رئاسة الوزارة في بريطانيا من 27 يوليو 1945 إلى 26 أكتوبر 1951.
مثّل بلاده في مؤتمر بوتسدام في نهاية الحرب العالمية الثانية.
أصبح رئيساً لوزراء بريطانيا بعد الحرب العالمية الثانية، ورفض الشعب البريطاني في الانتخابات العامة ونستون تشرشيل الذي قاد إنكلترا والحلفاء إلى النصر ضد هتلر، ووصل حزب العمل إلى السلطة وصار أتلي رئيساً للوزراء، وكان الفضل يعود في إعطاء الهند حريتها.
ولد أتلي في أسرة ثرية، لكن اهتمامه كان دائماً منصباً نحو الفقراء والمضطهدين. واشتهر عنه أنه كان يعمل جاهداً باستمرار للمحافظة على التعاون والانسجام بين زملائه في مجلس الوزراء، وهذا لا يعني بالطبع عدم وجود خلاف في الآراء بين أعضاء المجلس، غير أن أتلي بطبيعته اللطيفة وطريقته الإيجابية كان ناجحاً دائماً في إبقائهم يداً واحدة؛ إذ كانت له سلطة عليهم. وإضافة لتعاطفه مع القضية الهندية؛ وإعطائه للهند حريتها قام أتلي بنشاطات فاعلة في بلده أيضاً، كتأميمه لبعض الصناعات وشروعه في تطبيق نظام الصحة الوطني.
خسر حزب العمل الذي ينتمي إليه أتلي الانتخابات التي جرت عام 1951 م، وظلّ قائداً للمعارضة حتى عام 1955 م. نال مرتبة النبلاء، وأصبح عضواً في مجلس اللوردات حتى صار اسمه اللورد كليمنت أتلي، وستذكره الهند دوماً لتعاطفه معها ومنحه إياها الحرية.
وتحاكي صورته - عندما يحمل الغليون بيده - صورة تشرشل.

## حياته المهنية المبكرة
في عام 1906، تطوَّع أتلي في هيلبيري هاوس، وهو نادي خيري لأولاد الطبقة العاملة في مقاطعة ستيبني في الطرف الشرقي من لندن، والذي تديره مدرسته القديمة، منذ عام 1907 حتى عام 1909، شَغِلَ منصب مدير النادي. حتى ذلك الوقت، اعتُبرت وجهات نظره السياسية أكثر تحفظًا. لكن بعد الصدمة التي تعرَّض لها جراء الفقر والحرمان، رأى أثناء عمله مع أطفال المناطق العشوائية، أن الجمعيات الخيرية الخاصة لن تكون كافية أبدًا كحل للفقر، وأن العمل المباشر وإعادة توزيع الدخل والثروة فقط من جانب الدولة لن يكون له أي تأثير حقيقي. أدَّى هذا إلى إشعال شرارة عملية تسبَّبت بتحويل معتقداته إلى الاشتراكية. ثم انضمَّ بعد ذلك إلى حزب العمل المستقل (آي إل بي) عام 1908 وأصبح ناشطًا في السياسة المحلية. في عام 1909، ترشَّح دون تحقيقه النجاح في الانتخابات الأولى، باعتباره مرشح من حزب العمل المستقل لمجلس ستيبني بوروه.
شغل أتلي أيضًا لفترة وجيزة منصب الأمين لبياتريس ويب عام 1909، قبل أن يصبح أمينّا لمنظمة توينبي هول الخيرية. في عام 1911، تقلَّد منصب «المُفسِّر الرسمي» من قِبَل حكومة المملكة المتحدة ــــــــــــــــــ تجوَّل في البلاد لشرح قانون التأمين الوطني الخاص بمستشار الخزانة ديفيد لويد جورج. وقد أمضى صيف ذلك العام في التجوَّل في إسكس ومقاطعة سومرست بواسطة دراجة، لشرح هذا العمل في الاجتماعات العامة. بعد عام واحد أصبح محاضرًا في كلية لندن للاقتصاد. 

## الخدمة العسكرية خلال الحرب العالمية الأولى
في أعقاب اندلاع الحرب العالمية الأولى في أغسطس عام 1914، تقدَّم أتلي بطلب الانضمام إلى الجيش البريطاني. لكن طلبه هذا قد رُفِض في البداية، إذ كان يُعتبر سن 31 حينها أكبر من اللازم؛ ومع ذلك، سُمح له أخيرًا بالانضمام بحلول شهر سبتمبر، وتم تكليفه في رتبة نقيب مع الكتيبة السادسة (الخدمة)، فوج لانكشاير الجنوبية، وهي جزء من الفرقة 38 التابع للشعبة 13 (الغربية)، وأُرسِل للقتال في حملة جاليبولي في تركيا. عُدَّ قراره بخوض القتال سببًا في إحداث انفصال بينه وبين شقيقه الأكبر توم، الذي أمضى أغلب فترة الحرب في السجن باعتباره من معارضي الخدمة العسكرية.
بعد فترة من القتال في جاليبولي، انهار أتلي بعد إصابته بمرض الزحار وأُرسِل على متن سفينة متجهة إلى إنجلترا لكي يتلقى المعالجة. عندما استيقظ أراد العودة إلى العمل بأسرع وقت ممكن، وطلب النزول عن السفينة في مالطة حيث أقام في المستشفى حتى يسترد عافيته. تزامنت فترة دخوله المستشفى مع معركة ساري باير التي شهدت مقتل عدد كبير من رفاقه. لدى عودته إلى العمل، أُبلغ بأن رفاقه قد اختيروا للقتال بالصفوف الأخيرة أثناء عملية إجلاء سوفلا. وعلى هذا، كان أتلي الرجل قبل الأخير الذي تم إجلاؤه من خليج سوفلا، في حين كان آخرهم هو الجنرال ستانلي مود.
قاد حملة جاليبولي القبطان الأول السير ونستون تشرشل. على الرغم من فشل الحملة، إلا أنه اعتقد بأنها كانت حملة إستراتيجية جريئة، إذ كان من الممكن أن تحقق النجاح لو تم تنفيذها على أرض الواقع على نحو أفضل. وفي إطار هذا، شعر أتلي بإعجاب كبير بالسير تشرشل على أنه خبير استراتيجي عسكري، وهو ما من شأنه أن يجعل علاقة العمل بين الطرفين مثمرة في السنوات اللاحقة.
في وقت لاحق، خدم أتلي في حملة بلاد الرافدين التي تُعرف الآن باسم العراق، حيث تعرَّض لإصابة بليغة في أبريل عام 1916، إذ أصيب في ساقه بشظية أثناء اقتحامه خندق العدو في معركة حنا. أُرسِل في البداية إلى الهند، ثم عاد إلى المملكة المتحدة لتلقى العلاج. في فبراير عام 1917، تم ترقيته إلى رتبة رائد ما جعله يُعرف باسم «الرائد أتلي» في معظم فترة ما بين الحربين العالميتين. أقضى معظم وقته في عام 1917 في تدريب الجنود ضمن مواقع مختلفة من إنجلترا. في الفترة من 2 حتى 9 يوليو من عام 1917، تقلَّد منصب ضابط القيادة المؤقت (سي أو) للكتيبة إل (الكتيبة 10 لاحقًا)، وهي فيلق الدبابات الملكي في معسكر بوفينغتون، دورست. في 9 يوليو، تولَّى قيادة السرية الـ 30 التابعة لنفس الكتيبة؛ غير أنه لم ينشر جنوده نحو فرنسا في ديسمبر عام 1917.
بعد أن تعافى بالكامل من إصاباته، أرسِل إلى فرنسا في يونيو عام 1918 للخدمة على الجبهة الغربية في الأشهر الأخيرة من الحرب. وبعد أن خرج من الجيش في يناير عام1919، عاد إلى ستيبني، وإلى منصبه القديم ليحاضر بدوام جزئي في كلية لندن للاقتصاد. 

## حياته المهنية السياسية المبكرة

### الحكومة المحلية
عاد أتلي إلى الحكومة المحلية في فترة ما بعد الحرب مباشرة، ليتولَّى منصب عمدة مدينة متروبوليتان بورو في ستيبني، وهي واحدة من أكثر المناطق حرمانًا في وسط مدينة لندن، في عام 1919. أثناء فترة ولايته كعمدة، اتخذ المجلس إجراءات لمعالجة أوضاع مالكي الأراضي في الأحياء الفقيرة الذين كانوا يطلبون أجارات بمبالغ مرتفعة لكنهم يرفضون إنفاق المال على إبقاء ممتلكاتهم في حالة قابلة للعيش والسكن. وقد أصدر المجلس أوامره القانونية إلى مالكي المنازل لإصلاح ممتلكاتهم. كما عيَّن المجلس مفتشين عن الصحة والنظافة، ما قلَّل من معدل وفيات الرضع، واتخذ المجلس أيضًا إجراءات للعثور على عمل للجنود السابقين العاطلين عن العمل.

في عام 1920، أثناء فترة توليه منصب عمدة المدينة، كتب أتلي أول كتاب له، تحت عنوان «العامل الاجتماعي»، والذي حدَّد العديد من المبادئ التي أبلغت فلسفته السياسية والتي كانت لتدعم تصرفات حكومته في السنوات اللاحقة. هاجم الكتاب فكرة أن رعاية الفقراء يجب أن تبقى محصورة للعمل التطوعي. وكتب في الصفحة 30:
في مجتمع متحضر، فعلى الرغم من أنه قد يكون مؤلفًا من أفراد يعتمدون على ذاتهم، فثمَّة بعض الأشخاص الذين لن يتمكنوا من إعالة أنفسهم في فترة من حياتهم، وقد تُحَل هذه المسألة من خلال ثلاث طرق – من الممكن أن يتم تجاهلهم أو إهمالهم، أو قد يعتني المجتمع المنظم بهم باعتبار ذلك من حقهم، أو قد يُترَكون لتلقي العناية النابعة عن حسن نية بقية الأفراد في المجتمع.
ومضى يقول في الصفحة 75:
يكون الإحسان أمرًا ممكنًا فقط في حال عدم خسارة الكرامة بين الأفراد المتساويين. والحق الذي ينص عليه القانون، مثل الحق في معاش الشيخوخة، أقل إثارة للغضب من العلاوة التي يقدمها الرجل الغني إلى الرجل الفقير، إذ يعتمد هذا على رأي الفرد في شخصية المتلقي، والتي يمكن إنهاؤها عند أي نزوة.
في عام 1921، أطلق جورج لانسبوري، عمدة حزب العمل في منطقة بوبلار المجاورة وزعيم حزب العمل المستقبلي، ثورة أسعار بوبلار؛ وهي حملة عصيان تسعى إلى معادلة عبء الإغاثة الرديء عبر كل المناطق في لندن. ولقد أيَّد أتلي، الذي كان صديقًا شخصيًا لـ لانسبوري، هذا الموقف بكل قوة. لكن هربرت موريسون عمدة حزب العمال في منطقة هاكني القريبة وأحد الشخصيات الرئيسية في حزب العمال في لندن، أدان بشدة حملة لانسبوري وتمرده. خلال هذه الفترة، طوّر أتلي كرهًا أبديًا لموريسون.

## روابط خارجية
- كليمنت أتلي على موقع IMDb (الإنجليزية)
- كليمنت أتلي على موقع الموسوعة البريطانية (الإنجليزية)
- كليمنت أتلي على موقع مونزينجر (الألمانية)
- كليمنت أتلي على موقع إن إن دي بي (الإنجليزية)
- كليمنت أتلي على موقع ديسكوغز (الإنجليزية)